# Novgorod (tỉnh)

Tỉnh Novgorod (tiếng Nga: Новгоро́дская о́бласть, Novgorodskaya oblast) là một chủ thể liên bang của Nga (một tỉnh. Trung tâm hành chính là thành phố Veliky Novgorod. Một vài thành phố cổ nhất của Nga như Veliky Novgorod và Staraya Russa đều nằm ở tỉnh này. Những công trình lịch sử của Veliky Novgorod và các khu vực xung quanh đã được UNESCO công nhận là Di sản thế giới.

## Địa lý
Novgorod, một vùng ở phía tây bắc của nước Nga, trải dài qua vùng đồi băng tích Valdai, có độ cao lên đến 971 feet (296 mét). Với lưu vực nằm ở phía tây bao gồm đất thấp của Hồ Ilmen và phía đông giới hạn bởi thượng lưu sông Volga, Novgorod đặc trưng bởi địa hình chủ yếu là đầm lầy than bùn hoặc đầm lầy lau sậy và cỏ, với nhiều hồ nhỏ.
Xấp xỉ 60% diện tích còn lại của vùng này được phủ bởi rừng hỗn giao với cây vân sam, sồi, thông và bạch dương, trên đất thường bạc màu. Tình trạng nông nghiệp ở đây không phát triển mạnh mẽ, chỉ chiếm dưới 1/10 diện tích vùng được cày xới. Hoạt động chính ở đây là sản xuất sữa, đặc biệt là để cung cấp cho thị trường Leningrad, cùng với một số hoạt động trồng cây lanh, lúa mạch đen, yến mạch và khoai tây.
Novgorod nằm trong Vùng liên bang Tây Bắc.

## Diện tích và dân Số
Diện tích của vùng này là 21.400 dặm vuông (55.300 km vuông), và dân số, dựa vào ước tính năm 2006, là khoảng 665.365 người.

## Liên kết
- (tiếng Nga) Information for tourists
- (tiếng Nga) Official website of Novgorod Oblast Lưu trữ ngày 20 tháng 12 năm 2005 tại Wayback Machine
- (tiếng Nga) Official website of the Novgorod Oblast branch of the State Statistics Service Lưu trữ ngày 10 tháng 2 năm 2012 tại Wayback Machine